# اقدام عملی

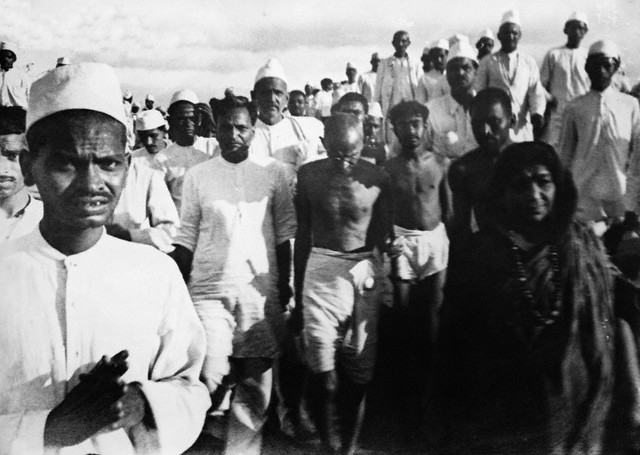
ماهاتما گاندی و حامیانش در رژه نمک در روز ۱۲ مارس سال ۱۹۳۰. این کار یک عمل غیر خشونت‌آمیز محسوب می‌شود.

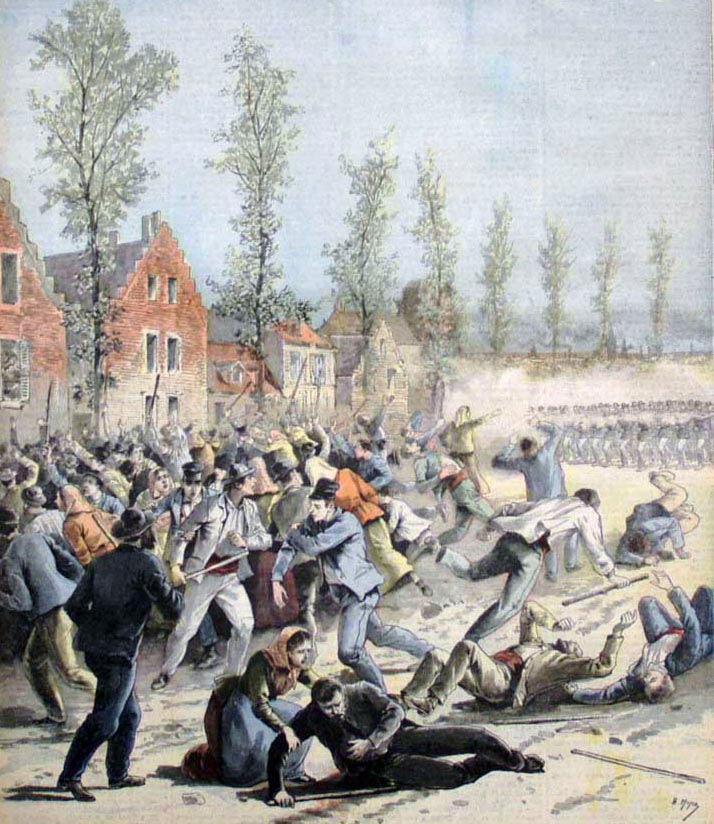
تصویری از اعتصاب عمومی بلژیک در سال ۱۸۹۳.

اقدام عملی که با عبارات دیگری مانند اقدام مستقیم، دخالت عملی، دخالت مستقیم و عمل کردن هم شناخته می‌شود هنگامی رخ می‌دهد که یک گروه به صورت عملی در برابر یک مشکل یا برای اعتراض به یک مسئله اجتماعی اقدامی مشخص و گروهی انجام می‌دهند. اقدام عملی می‌تواند به صورت مسالمت‌آمیز (نیز: مقاومت بدون خشونت یا مقاومت مدنی) شامل تحصن، اعتصاب در محل کار، محاصره و هکتیویسم یا به صورت خشونت‌آمیز باشد که شامل خشونت سیاسی، خرابکاری، تخریب اموال یا ضرب و جرح می‌شود.
هدف از اقدام مستقیم است یا مانع شدن در برابر گروه‌های دیگر سیاسی است یا برای برخی اصلاحات اجتماعی که نهادهای اجتماعی (دولت‌ها، سازمان‌های مذهبی یا اتحادیه‌های کارگری) اقدام کافی و مناسبی در آن زمینه انجام نمی‌دهند.
اقدامات عملی غیر خشونت‌آمیز در طول تاریخ از تاکتیک‌های به کار گرفته شده توسط جنبش‌های اجتماعی از جمله مهاتما گاندی در جنبش استقلال هند و جنبش حقوق مدنی سیاهان آمریکا نمونه اقدامات عملی است.

## تاریخچه
ریشه اقدامات عملی در فعالیت‌های اجتماعی چندان مشخص نیست. در سال ۱۹۱۰ انجمن رادیکال کارگران صنعتی در نشریه‌ای اصطلاح «اقدام مستقیم» را به کار برد. سایر اقدامات عملی قدیمی شامل اقدامات جمعی در جنبش حقوق مدنی سیاهان آمریکا، جنبش عدالت جهانی، جنبش حق رای برای زنان، اقدامات انقلابی چه گوارا و گروه‌های ذی‌نفوذ حامی محیط زیست بوده‌است.

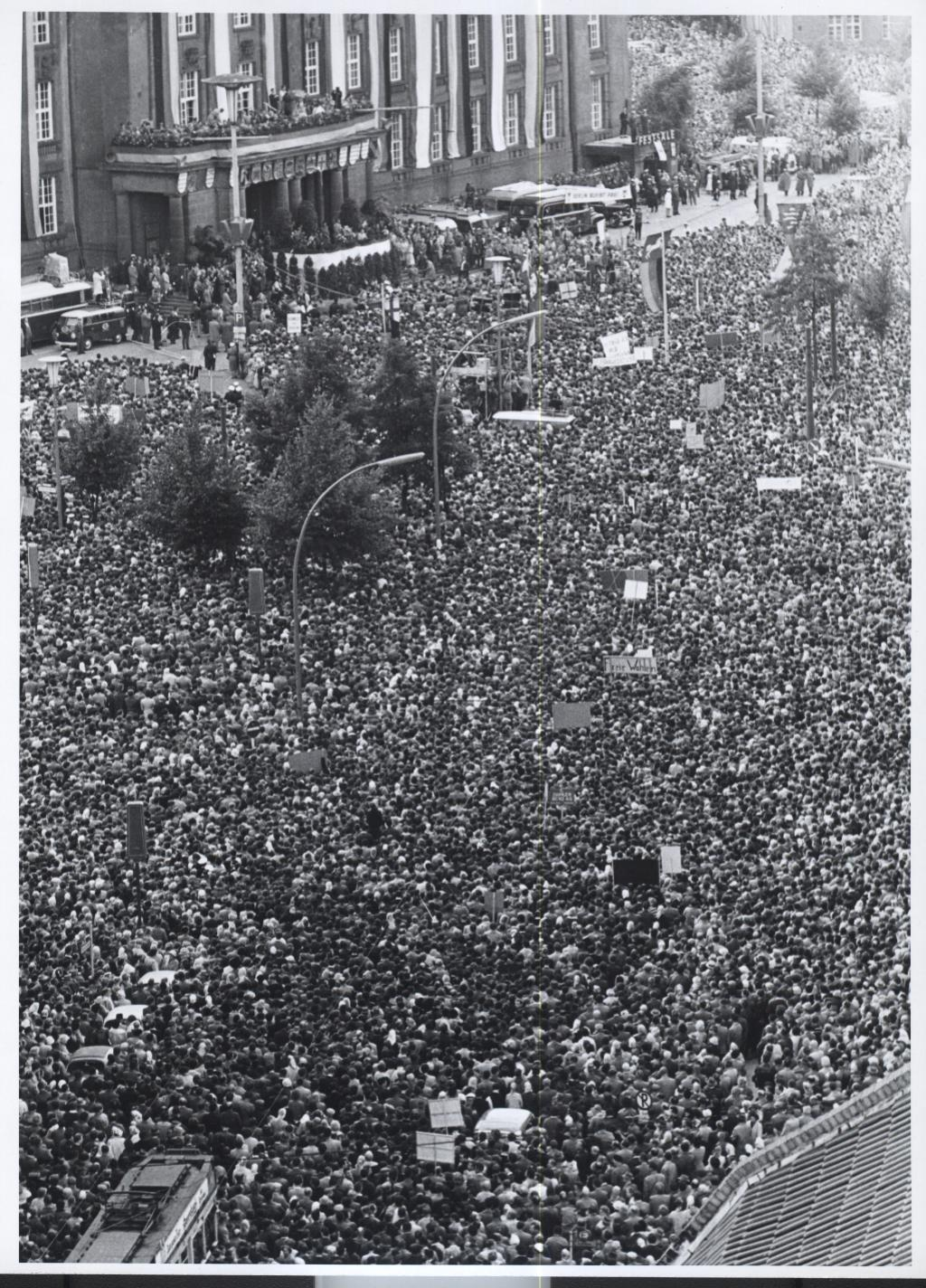
اعتراض به ساخت دوباره دیوار برلین در طول جنگ سرد در سال ۱۹۶۱.

مارتین لوتر کینگ احساس می‌کرد که هدف اقدامات غیر خشونت‌آمیز «ایجاد یک بحران و پرورش تنش» برای درخواست واکنش از طرف مقابل است.
تا میانه‌های سده ۲۰ میلادی، دامنه اقدامات مستقیم اجتماعی بسیار گسترش یافته بود. کمپین‌هایی برای گرفتن حق رای و بهبود شرایط کار، حقوق مدنی، سقط جنین یا پایان دادن به سقط جنین و نیز پایان‌دادن به اعیان نشینی و حفاظت از محیط زیست را شامل می‌شد.
برخی از بخش‌های این جنبش ضد هسته‌ای به خصوص در طول دهه ۱۹۸۰ شاهد اقدامات عملی اجتماعی بوده‌است. گروه‌های مخالف ورود موشک‌های کروز به انگلستان نیز اقداماتی نظیر ورود به پایگاه‌های هوایی آمریکا انجام دادند.
جنبش‌های زیست‌محیطی مانند صلح سبز از اقدام مستقیم برای فشارآوردن به دولت‌ها و شرکت‌ها برای تغییر سیاست‌های زیست‌محیطی استفاده کرده‌اند.
جنبش‌های ضد سقط جنین در ایالات متحده به ویژه در اواخر دهه ۱۹۸۰ و اوایل دهه ۱۹۹۰ از تحصن و نشستن در ورودی درمانگاه‌های سقط جنین به عنوان عملی برای نشان دادن اعتراض به این کار استفاده می‌کردند.

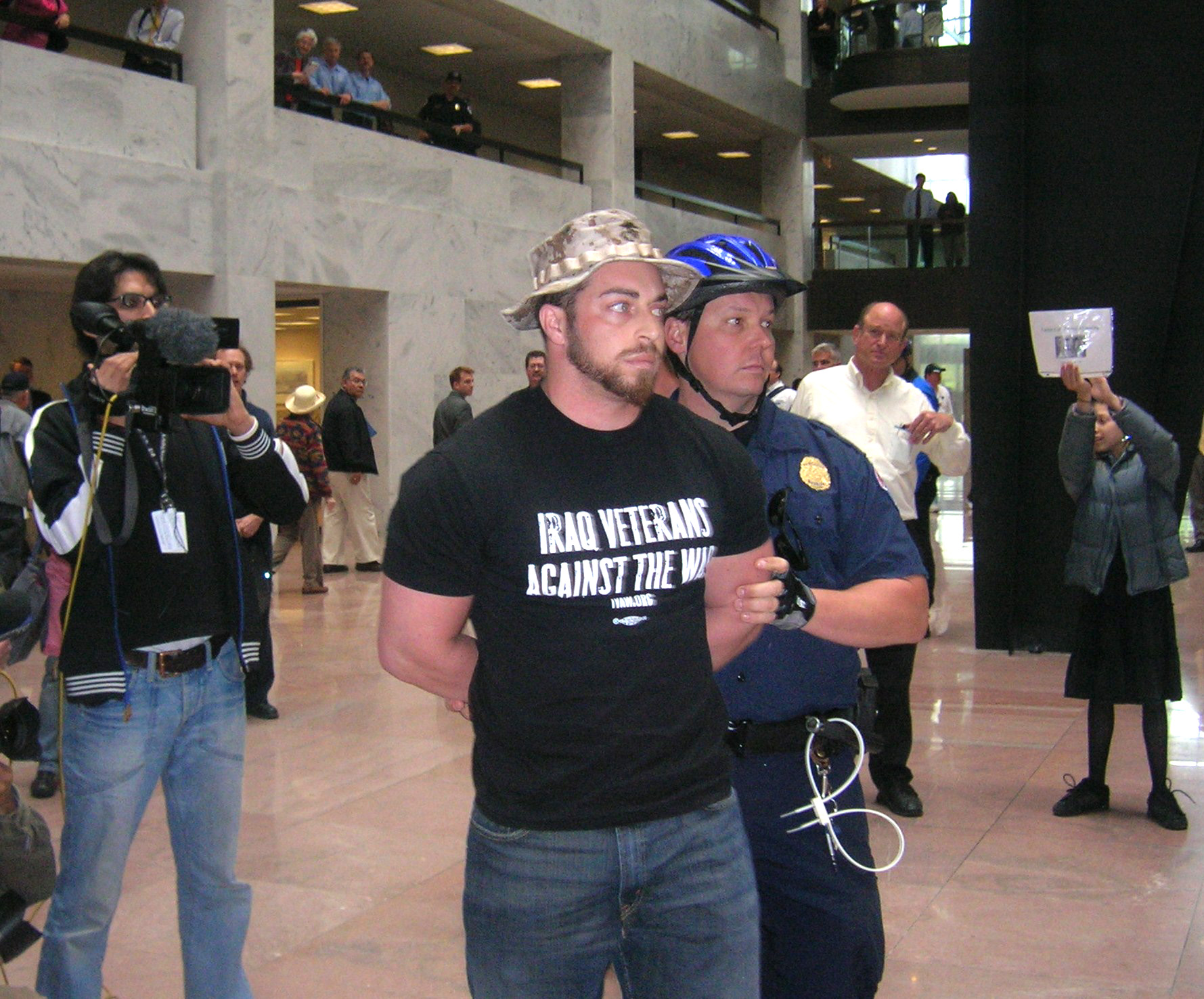
دستگیری فعال اراده گرا آدام کوکش دستگیر و پس از یک خشونت پرهیزی به هنگام اعتراض به جنگ عراق در سال ۲۰۰۷

فعالان جنبش ضد جهانی شدن در سال ۱۹۹۹ با تحصن خود، اجلاس وزای خارجه سیاتل را مجبور کردند که زودتر کار خود را خاتمه دهند.
یکی از بزرگترین اقدامات مستقیم اجتماعی در سال‌های اخیر در سان فرانسیسکو در روز پس از شروع جنگ عراق در سال ۲۰۰۳ صورت گرفت که در آن بیست هزار نفر به اشغال خیابان‌های این شهر پرداختند و بیش از ۲۰۰۰ نفر آن‌ها دستگیر شدند.
اقدام مستقیم در مقیاس کوچکتر نیز استفاده شده‌است. پناهجو سلیم رمبو از اخراج از انگلستان به جمهوری دموکراتیک کنگو نجات یافت وقتی که یک نفر در پرواز وی سر پا ایستاد و از نشستن خودداری کرد. پس از دو ساعت تأخیر این مرد دستگیر شد اما خلبان حاضر به پرواز با رمبو نشد و این مسئله در نهایت منجر به آزادی سلیم رمبو شد.